# كيفن لونغ (لاعب كرة قاعدة)
كيفن لونغ (بالإنجليزية: Kevin Long)‏ هو مدرب كرة القاعدة ‏ أمريكي، ولد في 30 ديسمبر 1966 في فينيكس في الولايات المتحدة.

## وصلات خارجية
- كيفن لونغ على موقع دوري كرة القاعدة الرئيسي (الإنجليزية)
- كيفن لونغ على موقعبيزبول رفرنس.كوم (الدوري الثانوي) (الإنجليزية)